# Alan McLaren
Alan James McLaren (Edimburgo, 4 gennaio 1971) è un ex calciatore britannico, di ruolo difensore.

## Palmarès

### Club

#### Competizioni nazionali
- Campionato scozzese: 3

Rangers: 1994-1995, 1995-1996, 1996-1997
- Coppa di Scozia: 1

Rangers: 1996-1997
- Coppa di Lega scozzese: 1

Rangers: 1995-1996